# ريفيرا الإيطالية
 ريفيرا الإيطالية، أو ريفيرا ليغوريان، (بالإنجليزية: Italian Riviera)‏، (الإيطالية:Riviera ligure)، هي الشريط الساحلي الضيق، الذي يقع بين البحر الليغوري، والسلسلة الجبلية التي تشكلها جبال الألب البحرية وأبينيني. يمتد طولياً من الحدود مع فرنسا والريفييرا الفرنسية (أو كوت دازور) بالقرب من فنتيميليا (مركز جمركي سابق) شرقًا إلى كابو كورفو (المعروف أيضًا باسم بونتا بيانكا) الذي يمثل الطرف الشرقي لخليج لاسبيتسيا وبالقرب من الحدود الإقليمية بين ليغوريا وتوسكانا. تشمل الريفيرا الإيطالية كل ساحل ليغوريا تقريبًا. تاريخيا، امتد «الريفييرا» إلى الغرب، عبر ما يعرف الآن بالأراضي الفرنسية مرسيليا.
تعبر ريفيرا الإيطالية جميع مقاطعات ليغوريا الأربعة وعواصمها جنوة وسافونا وإمبيريا ولا سبيتسيا، بطول إجمالي يبلغ حوالي 350 كيلومترً. تنقسم عادة إلى قسم غربي هو بونينتي ريفيرا، وقسم شرقي هو ليفانتي ريفيرا، نقطة الانقسام هي قمة قوس ليغوريا في فولتري. يبلغ عدد سكانها حوالي 1.6 مليون نسمة، ويتركز معظم السكان داخل المنطقة الساحلية. يجذب مناخها المعتدل تجارة سياحية نشطة في العديد من المنتجعات الساحلية. كما تشتهر بارتباطها التاريخي بالمشاهير العالميين والزائرين الفنيين.
كمركز سياحي، تستفيد الريفيرا الإيطالية من أكثر من 300 يوم من أشعة الشمس الساطعة في السنة، وتشتهر بشواطئها وبلداتها الملونة بالألوان والبيئة الطبيعية والطعام والفيلات والفنادق الفاخرة، فضلاً عن مرافق المنتجع الشهيرة والرائدة. مناطق لليخوت والرحلات البحرية مع العديد من المراسي والمهرجانات وملاعب الجولف والإبحار وتسلق الصخور والمناظر الخلابة لمزارع وأكواخ عمرها قرون.
تتركز الصناعات في وحول جنوة وسافونا وعلى طول شواطئ خليج لا سبيتسيا. جنوة ولا سبيتسيا هي أحواض بناء السفن الرائدة في إيطاليا. لا سبيتسيا هي القاعدة البحرية الرئيسية في إيطاليا، وسافونا هي مركز رئيسي لصناعة الحديد الإيطالية. الصناعات الكيميائية والنسيجية والغذائية مهمة أيضًا.

## نظرة عامة
مركز ريفيرا هو جنوة، والتي تقسمها إلى قسمين رئيسيين: ريفيرا دي بونينتي («ساحل غروب الشمس»)، الممتد غربًا من جنوة إلى الحدود الفرنسية؛ وريفيرا دي ليفانتي («ساحل الشمس المشرقة») بين جنوة وكابو كورفو.
تشتهر بمناخها المعتدل وأسلوب الحياة المريح الذي جعلها، جنبًا إلى جنب مع سحر موانئ الصيد القديمة وجمال المناظر الطبيعية، وجهة شهيرة للمسافرين والسياح منذ زمن بايرون وبيرسي شيلي.
العديد من القرى والبلدات في المنطقة معروفة دوليًا، مثل بورتوفينو وبورديغيرا وليريسي وسينك تير.
يُطلق على جزء ريفيرا دي بونينتي المتمركز في سافونا اسم ريفيرا ديلي بالم (ريفيرا النخيل)؛ الجزء المتمركز في سانريمو هو ريفييرا دي فيوري، بعد صناعة زراعة الزهور الراسخة.